# Guillaume Ier de Parthenay
 (mars 2013).
Si vous disposez d'ouvrages ou d'articles de référence ou si vous connaissez des sites web de qualité traitant du thème abordé ici, merci de compléter l'article en donnant les références utiles à sa vérifiabilité et en les liant à la section « Notes et références ».
Pour les articles homonymes, voir Guillaume Ier.
Guillaume Ier de Parthenay était seigneur de Parthenay dans la région du Poitou et actuellement en Deux-Sèvres.

## Terres de Partenay
Guillaume Ier de Parthenay fait partie des grands vassaux des comtes de Poitou et d’Anjou, puisqu’il participe souvent à leurs assemblées féodales. Effectivement, Parthenay qui se situe en dessous de Thouars est située de telle manière qu’elle jouxte les territoires des comtes de Poitou et d’Anjou, faisant des terres de ce seigneur un carrefour entre les deux comtés. Les terres de Parthenay ne semblent pas très étendues en Gâtine ; cependant, le seigneur semble posséder divers domaines dans d’autres parties de la Gâtine en tant que vassal de Saint Maixent et aussi en Saintonge, en Aunis et dans le pays d’Herbauge.
Même si nous n’en avons pas de preuves, Guillaume Ier a certainement dû être aux côtés d’Agnès de Bourgogne et de Geoffroi II d'Anjou contre Guillaume VI d'Aquitaine, puis en 1038, contre Eudes de Poitiers, puisqu’il apparaît dans l’entourage de la comtesse. Lorsqu’il vient reprendre le contrôle du Poitou en 1038, Eudes se dirige tout d’abord sur la Gâtine, et plus particulièrement sur le village de Germond qui a appartenu pendant longtemps aux comtes de Poitou. Cependant, Guillaume de Parthenay a fait édifier un château en ce lieu par les habitants avec l’aide d’hommes venu de l’Anjou. L’attaque est repoussée et Eudes va attaquer Mauzé où il meurt en mars 1039. Ainsi, il est absolument certain qu’en 1038, le seigneur de Parthenay se trouve aux côtés de la comtesse Agnès. Et, parce qu’il a choisi le camp victorieux, Guillaume de Parthenay voit augmenter son prestige et sa maîtrise en Gâtine.
En outre, nous pouvons remarquer que Guillaume fait vraiment partie de l’entourage de la comtesse puisque le fait que nous le retrouvions dans la moitié des chartes faites par Agnès et dans au moins un acte fait en Anjou, fait de lui l’un des Grands les plus présents auprès de la comtesse. Il choisit aussi de soutenir la comtesse Agnès après son divorce, au détriment de Geoffroi Martel puisque Guillaume disparaît des chartes angevines. De fait, le nom de Parthenay est absent des assemblées féodales du comte d’Anjou, ce qui montre clairement la cassure entre cette famille et le pouvoir angevin. Surtout que la fonction de Josselin en tant que trésorier de Saint Hilaire en fait un proche de Guy-Geoffroi, et donc augmente sa fidélité envers le comte de Poitou.

## Biographie
Guillaume Ier et sa femme Aremgarde ont sept enfants :
- Guillaume II de Parthenay hérite de la seigneurie de Parthenay à la mort de son père en 1058 ;
- Josselin de Parthenay, fait une grande carrière ecclésiastique puisqu’il devient trésorier de Saint Hilaire, dont l’abbé est le comte de Poitiers lui-même, avant 1047 puis archevêque de Bordeaux de 1059 à 1086 ;
- Simon Ier de Parthenay, épouse Milesende fille d’Hugues de Lusignan entre 1058 et 1068 ;
- Gelduin de Parthenay, épouse l’héritière de la maison de Tonnay-Boutonne après 1047 et devient le seigneur de ce château ;
- Ebbon de Parthenay, qui fonde l’église du Sépulcre à Parthenay, le Prieuré et le bourg de Parthenay-Le-Vieu ;
- Béatrix, que ses parents donnent comme moniale à la fondation de Notre Dame de Saintes en 1047 ;
- Hélène, épouse de Yves de Sanzay. Elle décède en mai 1124 et est inhumée à Boësse.

Il décède en 1058.

## Sources
- George T. Beech, Une société rurale dans la France du Moyen Age, la Gâtine poitevine aux XIe  et  XIIe siècles, Les Cahiers de la recherche en Gâtine, tome 3, novembre 1997.
- Marcel Garaud, Les châtelains de Poitou et l’avènement du régime féodal, XIe  et  XIIe siècles, Mémoires de la Société des Antiquaires de l’Ouest, quatrième série, t. VIII, 1964.
- Alfred Richard, Histoire des comtes de Poitou, tome 1, Paris, 1903.